# Sidney Fix Marques dos Santos
Sidney Fix Marques dos Santos (São Paulo - SP, 20 de janeiro de 1940 - desaparecido na Argentina, desde 1976) foi dirigente do Partido Operário Revolucionário Trotskista (PORT). Em 1972, exilou-se na Argentina e, em 15 de fevereiro de 1976, foi sequestrado em Buenos Aires por agentes da Superintendência de Segurança Federal. Sidney Fix desapareu nas mãos da ditadura argentina, que se instaurou no país depois do golpe de Estado de 28 de junho de 1966.
É um dos casos investigados pela Comissão Nacional da Verdade (CNV), que apura mortes e desaparecimentos na ditadura militar brasileira, regime instaurado em 1 de abril de 1964 e que durou até 15 de março de 1985, e se enquadra como desaparecido política. Isso porque os seus restos mortais não foram encontrados e nem entregues para os familiares até hoje. Com isso, Sydney Fix não pôde ser sepultado.

## Biografia
Sidney Fix Maques dos Santos nasceu no dia 20 de janeiro de 1940, em São Paulo, filho de Cherubim Marques dos Santos e Olga Marques do Santos. Cursava Geologia na Universidade de São Paulo, mas abandonou o curso para se dedicar à militância política. Ativista do Movimento Trotskista, Sidney contava com inúmeras detenções e passagem pelo Departamento de Ordem Política e Social (DOPS) por “subversão”, principalmente no meio universitário.
Durante o período em que atuou no PORT, foi diretor do jornal Frente Operária e integrou a Frente de Mobilização Popular (FMP), além de participar de outras frentes em prol do comunismo no Brasil. Desde o Golpe Militar de 1964, entrou na clandestinidade e, em 1972, exilou-se na Argentina, onde trabalhou como programador da IBM.

## Participação política
Em 26 de junho de 1961, foi relacionado como sócio da Sociedade Cultural Sino-Brasileira, entidade comunista fechada pela polícia por determinação do Ministério da Justiça. Durante a greve do dia 13 de dezembro de 1961, considerada ilegal pelo Governo Federal, o nome de Sidney Fix Marques do Santos figurava numa relação de elementos detidos pelo DOPS. Conforme relatório de abril de 1963, também participou do Congresso Nacional e Continental de solidariedade a Cuba.
Em 8 de dezembro de 1964, foi relatado que Sidney fora ao Recife fazer propaganda pró-libertação de alguns presos políticos, alguns dos quais eram membros de seu partido. O ativista remetia grande parte do jornal Frente Operária ao Nordeste brasileiro, com publicações incitando as massas camponesas a se constituírem em milícias armadas para a ocupação e invasão de propriedade nessa região.
Arquivos da Secretaria de Segurança Pública indicam que Sidney utilizava o codinome “Eduardo”, sendo casado com uma filha de Juan Posadas, líder máximo do Partido Operário Revolucionário Trotskista, e que teria uma filha que nasceu no Uruguai.

## Desaparecimento
Sidney Fix Marques dos Santos teve sua prisão preventiva decretada diversas vezes durante o período do regime militar. Até que,  às 21h30 do dia 15 de fevereiro de 1976, foi sequestrado em Buenos Aires. Agentes da Superintendência de Segurança Federal invadiram sua casa e, desde então, seu corpo nunca foi encontrado ou devolvido à família. Acredita-se que o caso esteja relacionado à Operação Condor, aliança repressiva estabelecida pelas ditaduras militares sul-americanas.
Após seu desaparecimento, a família realizou vários esforços junto aos governos argentino e brasileiro, à Organização dos Estados Americanos, Organização das Nações Unidas e até ao Congresso Americano, sem qualquer resultado. No dia 12 de maio de 1992, na Assembleia Legislativa do Estado de São Paulo, Leda Marques dos Santos, irmã de Sidney, deu depoimento  à Comissão de Representação Externa para o esclarecimento dos mortos e desaparecidos políticos da Câmara Federal. Segundo ela, o corpo do irmão não foi localizado, além de não ter sido fornecido atestado de óbito pelo governo argentino.
Segundo matéria publicada na Folha de S. Paulo no dia 24 de maio de 1986, Leda também concedeu entrevista na sede da Cúria Metropolitana de São Paulo, convocada pelo Comitê de Defesa dos Direitos Humanos para os Países do Cone Sul (Clamor). Na ocasião, os advogados Luís Eduardo Greenhalg e Luís Carlos Sigmaringa, Leda Marques dos Santos e Emir Sader (que perdeu a companheira Maria Regina Marcondes Pinto durante o período de repressão política da Argentina) pediram que o ex-torturador argentino Cláudio Vallejos fosse processado com base no Código Penal. O acusado já havia sido preso há dois dias da entrevista pela Polícia Federal do Rio de Janeiro, por determinação do Ministério da Justiça. Na época, Vallejos revelou que o corpo de Sidney Fix Marques dos Santos estaria enterrado no campo de instrução da Escola Mecânica da Armada.